# هيرنان بيريز كيويستا
هيرنان بيريز كيويستا (بالإسبانية: Hernán Pérez Cuesta) هو لاعب كرة قدم ومدرب كرة قدم إسباني في مركز الوسط، ولد في 2 أكتوبر 1981 في أبيط في إسبانيا.